# Вадо (Болоња)
Вадо (итал. Vado) је насеље у Италији у округу Болоња, региону Емилија-Ромања.
Према процени из 2011. у насељу је живело 2001 становника. Насеље се налази на надморској висини од 179 м.